# عبد الرؤوف الأمين
السيد عبد الرؤوف علي محمود الأمين، شاعر عاملي، من المجددين في الشعر العاملي وفي أسلوبه وأهدافه وموضوعاته. 
لٌقّب بفتى الجبل

## ولادته وسيرته
ولد سنة 1900 ميلادي (1318هـ) في جبل عامل. نسبه السيد حسن الأمين (في مستدركات اعيان الشيعة) لقرية شقرا وهي موطن آل الأمين الأصلي، بينما نسبه الزركلي في كتاب الأعلام لقرية الصوانة حيث قال عنه: (شاعر من بلدة الصوانة، بقضاء مرجعيون في لبنان).
بدأ الدراسة في كتاتيب شقرا، ثم تابع دراسته الابتدائية والثانوية في دمشق، نال إجازة في الأدب العربي من جامعة دمشق، وفي العام 1939 سافر إلى العراق وتولى التدريس في ثانوية مدينة الناصرية في العراق. كما عمل محررا في جريدة الهاتف البغدادية. بعد ذلك عمل مفتشا في وزارة التربية الوطنية في لبنان ثم في وزارة الشؤون الاجتماعية حتى احالته على التقاعد.

## مؤلفاته
1. العواطف الثائرة وقد طبع في أواخر عشر العشرين من القرن الماضي وهو ديوان صغير.
2. ديوان فتى الجبل وهو ديوانه الكامل طُبع في العام 1996 مـ.
3. صقور قريش

## وفاته
وتوفي سنة 1970 ميلادي (1390هـ) في بيروت ونقل جثمانه إلى (الصوانة) فدفن فيها.

## شعره
كان من الأوائل الذين أخذوا يجددون في الشعر العاملي سواء في موضوعاته أو أسلوبه أو أهدافه فنظم في الأمور الاجتماعية والسياسية والوطنية وغير ذلك.
وقال يرثي شجرة له أحرقتها الصاعقة:
```
  يا سرحة الحي ما للطائر الغرد * غنى على غصنك الزاهي ولم يعد
  غناك أجمل ما جادت قريحته *  من كل عذراء في أثوابها الجدد
  غرستها بيدي حتى إذا ورفت *  بعدت عنها وهذا لم يكن بيدي
  فيأت اظلالها صحبي فهل ذكروا *  أيام لهو لهم في ظلها ودد
  طوى الزمان أحبائي على عجل * فقد بقيت ولا زندي ولا عضدي
  يا سرحة الحي لا أهلي ولا ولدي * كما عهدت ولا صحبي ولا بلدي
  تفرق القوم لا غر بمبتعد *  عن الضلال ولا شيخ بمتئد
  إرادة الله شاءت وهي قاهرة *  أن ينزل القرد منا منزل الأسد
  فهل نعود إلى أحسابنا فارى *  ما شاده والدي يأوي له ولدي
```

وقال:
```
  وطني هذا أراه جنة *   عبثت فيه اكف النوب
  كيف لا أبذل نفسي دونه *  خائضا فيها غمار الرهب
  وحسامي ولساني وانا *   عربي عربي عربي
```

وقال في الزهراء:
```
       أطلت على الدنيا بطلعتها الغرا *  وليدة بيت الوحي فاطمة الزهراء
       كإطلالة الفجر المدل بنوره *     وكم ساهر في الحي يرتقب الفجرا
       وبشر فيها الوحي عند نزوله *    وباهى بها جبريل مذ جاء بالبشرى
       فأشرق بالنورين بيت خديجة *     فنور من الكبرى ونور من الصغرى
           وقد نشأت بنت النبي محمد *           مباركة اسما معطرة ذكرا
               ومن كان يدعوها البتول طهارة *     كما دعيت من قبلها مريم العذرا
               وزوجها من صنوه وابن عمه *         فأعظم بها زوجا وأعظم به صهرا
               علي أبو السبطين أفصح من رقا *      ذرى منبر أو خط في صفحة سطرا
               وأمضى سيوف الله في كل موقف *         به الفارس المغوار من هلع فرا
               فسل عنه أحدا والنضير وخيبرا *       وإن شئت ادراك اليقين فسل بدرا
               وسل عنه عمروا والوليد وعتبة *     ومن صرعوا في سيفه فهم أدرى
               ومن حضن الإسلام بعد نبيه            كما تحضن الطير التي تسكن الوكرا
               حماه كما تحمي الأسود عرينها *        من الكفر بل قد كان من أسد أضرى
               شرى في سبيل الله نفسا أبية *         وعاهدها أن لا تباع ولا تشرى
               فيا لدة الإسلام والبضعة التي *       بها أودع الله القداسة والطهرا
              وأم الإمامين الشهيدين من هما *        أجل وأعلى الناس في نسب قدرا
              «لك الله من مفجوعة بحبيبها» *       تشم تراب القبر من لهفة عطرا
              هلم إلى التاريخ نسبر غوره *          ونوسعه بحثا ونعلنه جهرا
              أ ما روعت في بيتها يوم حزنها *       أما حرمت إرثا أما دفنت سرا
              وما ورثته عن أبيها وأمها *         سمت وتعالت فيه عن «فدك» قدرا
              «لسر من الأسرار لا تجهلونه» *       أسئ لها لا بل أريد بها شرا
              وقد نسبوا القربى إلى غير أهلها *      ومن ولد «الزهراء» لم يلد «الحمرا»
              ومن أغضب الحوراء بنت نبيه *         فليس بمعذور وإن حاول العذرا
              علي لأهل البيت عهد وذمة *           سأذكرهم ما دمت أستلهم الشعرا
              سأدفع عنهم في لساني وليس لي *       سلاح سواه عنهم يدفع الضرا
              ومن عمر الايمان بالله قلبه *          يرى حبهم دينا وبغضهم كفرا
              بني البضعة الزهراء تهفو إليكم *     جوارحنا اليقظى وأكبادنا الحرى
              وكل شهيد من ذؤابة هاشم*           شققنا له في كل جارحة قبرا
              مشى تحت ظل الموت يطلب ثاره *        وما ذا على الموتور أن يطلب الثارا
              كفاني فخرا انني من سلالة *          تمت إلى الزهراء في نسب فخرا
              متى يرجع الإسلام سالف عهده و*       تخفق في أجوائه الراية الخضرا
              تطل على الدنيا كتائب يعرب *       وتحشد في ساحتها مرة أخرى
              أصبرا وثاني القبلتين تسودها *       يهودية حمقاء تستسهل الوعرا
              سنظفر بالفتح المبين تزينه *         شريعتنا السمحا وأفعالنا الغرا
             عدلنا فداست خيلنا تاج قيصر *       وأورثنا أمجاده مرغما كسرى
             وسدنا فكان العدل رائد حكمنا *      فلم نجترح اثما ولم نقترف وزرا
             وما عرف التاريخ في الدهر فاتحا *    سوانا تحاشى الظلم واستنكر الغدرا
```

## وصلات خارجية
ترجمة عبد الرؤوف الأمين في معجم البابطين